# عشرت حسين
عشرت حسين مصرفي وخبير اقتصادي باكستاني شغل منصب عميد معهد إدارة الأعمال (2008-2016) ومحافظ بنك الدولة الباكستاني (1999-2006). يشغل حاليًا منصب مستشار رئيس الوزراء عمران خان للإصلاحات المؤسسية والتقشف، وهو في منصبه منذ أغسطس 2018.

## سيرته
ولد حسين في الله آباد في الهند البريطانية، وانتقل إلى كراتشي عام 1947 والتحق بالخدمة المدنية عام 1964. وحصل على درجة الماجستير في اقتصاديات التنمية عام 1972 من كلية ويليامز وعلى درجة الدكتوراه من جامعة بوسطن عام 1978.  انضم إلى البنك الدولي في عام 1979، وعمل في البداية كخبير اقتصادي في ليبيريا. وفي عام 1994 أصبح حسين كبير الاقتصاديين لمنطقة آسيا والمحيط الهادئ، وبين عامي 1997 و 1999 ترأس عمليات البنك الدولي في آسيا الوسطى. أنهى حياته المهنية بالبنك الدولي في عام 1999، وعُيّن محافظًا لبنك الدولة الباكستاني وبقي حتى ديسمبر 2005.
في عام 2015 حصل على نيشان الامتياز من قبل الرئيس ممنون حسين، شغل منصب عميد معهد إدارة الأعمال، واستقال من منصبه في عام 2016، لكنه لا يزال أستاذًا فخريًا للمعهد. وفي عام 2016 انضم حسين إلى مركز وودرو ولسون كزميل سياسي مقيم.